# Petyhorcy

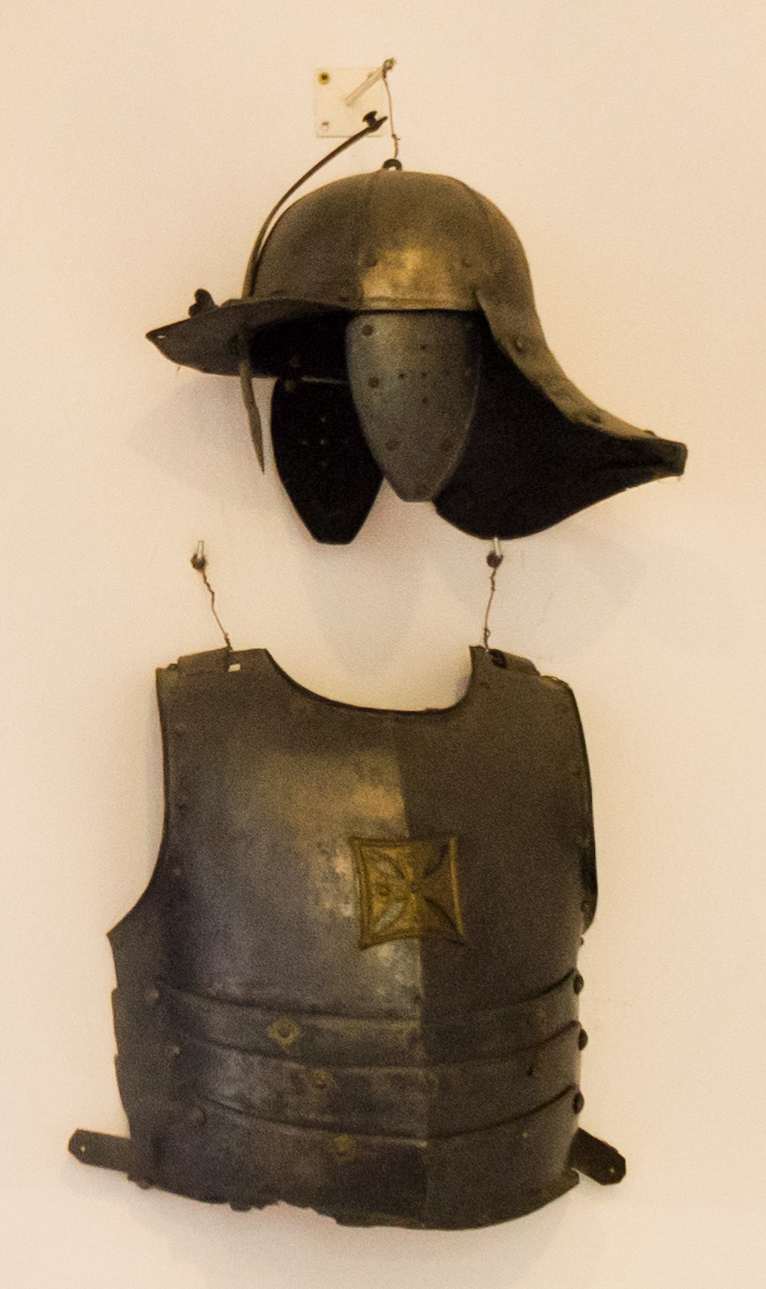
Szyszak i napierśnik z XVII wieku.

Pas bandolier z ładownicami z ok. 1600 roku

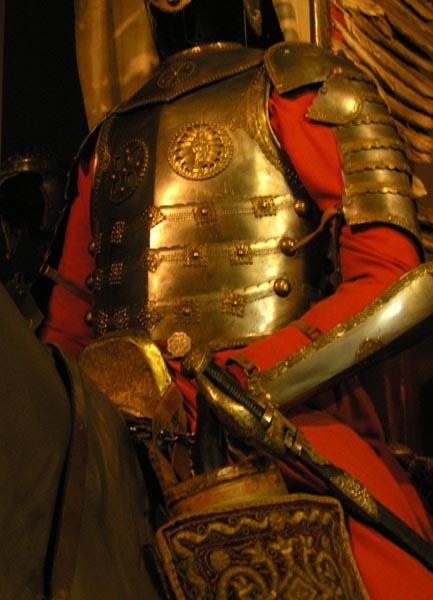
Zbroja i karwasze na przedramionach

Petyhorcy, pietyhorcy (łac. pientho-horcensis) – lekka odmiana husarii używana w XVI–XVIII wieku najczęściej w Wielkim Księstwie Litewskim. Był to rodzaj kawalerii pośredni między husarią a jazdą kozacką/jazdą pancerną, o czym świadczy też wysokość żołdu. 
Jazda petyhorska zaciągana była przede wszystkim w ramach wojska Wielkiego Księstwa Litewskiego. Od lat 70. XVII  wieku wyraźnie dominowała wielkością wśród innych litewskich formacji kawaleryjskich. Była drugą po husarii jazdą kopijniczą w Rzeczypospolitej, nieco się od niej różniącą. Formacja wspierająca husarię, często używana do oskrzydlania przełamanego przez husarię frontu przeciwnika, ale czasami także wspólnie z husarią pełniąca rolę przełamującą. W odróżnieniu od Wielkiego Księstwa, petyhorcy w Koronie nie byli formalnie zaciągani, ale przypuszczalnie wchodzili w skład chorągwi prywatnych. W Wielkim Księstwie Litewskim petyhorcy byli najliczniejszym rodzajem kawalerii (w 1673 roku stanowili ponad połowa wojsk Wielkiego Księstwa Litewskiego). Uważa się, że posiadanie kopii odróżniało petyhorców od jazdy kozackiej (na Litwie) i pancernej (w Koronie). 

## Uzbrojenie
Kopia o długości około 4 metrów, lekka krótka strzelba wieszana na szerokim pasie przewieszonym przez ramię, pistolet.

## Charakterystyka formacji
Kasztelan lwowski Andrzej Maksymilian Fredro w 1675 roku zanotował: Lekki husarz, albo petyhorzec na dobrym koniu, z drzewem siedm łokciowym (bez proporca) wyprawowany będzie w szyszaku, z blachem przednim, albo w kaftanie dobrze przeszywanym, i w pancerzu powleczonym z karwaszami, ostroga u nogi, bandolet na cztery piędzi rurę długą mający, pistolet przynajmniej jeden, ładownicę tak sporą jak u pieszego.
Wynikało z tego opisu, że petyhorcy mieli krótsze o 1 metr kopie od husarzy, ale pozostałe uzbrojenie bardzo podobne.
Wg innych koncepcji petyhorcami nazywano pierwotnie jazdę typowo lekką, pochodzenia kaukaskiego. Tworzyli ją początkowo prawdopodobnie górale kaukascy osiadli na Litwie (tzw. Piatihorcy od Pięciu Gór w państwie Czerkiesów), później także Tatarzy litewscy i miejscowa szlachta. Dykcyonarz geograficzny Echarta (1872) wywodził ich nazwę od wsi Piatyhorce na Wołyniu. Dysponowali natomiast kopią, według jednych źródeł identyczną z husarską, według innych – nieco lżejszą. Tego typu chorągwie petyhorskie istniały na pewno w czasach Stefana Batorego. Jedna z nich, pod dowództwem rotmistrza Temruka Onychowicza Szymkowicza brała udział w wojnie z Gdańskiem i w wyprawach na Moskwę. Sam Temruk figuruje jako rotmistrz obrony potocznej już w spisach z czasów Zygmunta Augusta, nie wiadomo jednak bliżej, jaką chorągwią wtedy dowodził. Rotmistrzowie Temruk i Halibek (imiona typowo czerkieskie) pojawiają się także w archiwum korespondencji i rozkazów Jana Zamoyskiego z lat 1580–1582.
Stukonna rota petyhorska rotmistrza Zachariasza brała udział w bitwie pod Kircholmem z 1605 roku, a inna stukonna Stanisława Chwaliboga w bitwie pod Kłuszynem pięć lat później.
W czasach późniejszych tradycyjne chorągwie petyhorskie nadal istniały, jednak mianem petyhorskich zaczęto określać także chorągwie pancerne. Z czasem zatarła się różnica między jednymi i drugimi.
Do wyposażenia ochronnego petyhorca należały: kolczuga, misiurka, karwasze, niekiedy kałkan. W XVII wieku otrzymali kirysy ochronne. Broń zaczepną stanowiły: 3–4-metrowa rohatyna, szabla, dwa pistolety i rusznica lub łuk typu wschodniego.
Po reformach wojskowych 1776 chorągwie petyhorskie przekształcono w Petyhorską Brygadę Kawalerii Narodowej.
Petyhorcy szczególnie zasłużyli się w bitwie pod Chocimiem, w obronie obozu pod Żurawnem, w bitwie pod Wojniłowem.

## Wynagrodzenie
Husarze, zarówno litewscy, jak i koronni, mieli pobierać co kwartał 51 zł, natomiast jazda kozacka w Wielkim Księstwie 41 zł (jej odpowiednik w Koronie czyli jazda pancerna otrzymywała tyle samo). W 1673 roku jazda petyhorska otrzymywała kwartalnie 46 zł, co lokowało ją w hierarchii wojskowej pod względem wysokości płac, pomiędzy husarią a pancernymi.